# Mystical Adventures
Mystical Adventures è un album in studio del musicista francese Jean-Luc Ponty, pubblicato nel 1982.

## Tracce
Tutte le tracce sono di Jean-Luc Ponty, eccetto dove indicato.

1. Mystical Adventures (Suite) Part I – 3:29
2. Mystical Adventures (Suite) Part II – 3:36
3. Mystical Adventures (Suite) Part III – 7:29
4. Mystical Adventures (Suite) Part IV – 0:47
5. Mystical Adventures (Suite) Part V – 5:04
6. Rhythms of Hope – 4:02
7. As (Stevie Wonder, arr. Jean-Luc Ponty) – 5:48
8. Final Truth - Part I – 4:54
9. Final Truth - Part II – 2:06
10. Jig – 3:56